# Lorenzo Quinteros
Lorenzo Quinteros (Monte Buey, 14 de junio de 1945-Buenos Aires, 23 de abril de 2019) fue un actor de cine y televisión y director de teatro argentino. Desarrolló una extensa carrera artística, y es considerado en su país como uno de los intérpretes más destacados de su generación.

## Biografía
De niño tocaba el clarinete y el trombón en una banda infantil de su pueblo. A los 18 años se trasladó a Buenos Aires, donde desarrolló sus estudios teatrales. En 1968 egresó de la Escuela Nacional de Arte Dramático y armó su propio grupo dramático. En 1969 obtuvo la beca de Comedia Nacional.
Quinteros trabajó con frecuencia en el teatro y en cine, donde debutó en 1971 en el filme Alianza para el progreso, el cual no fue estrenado comercialmente. En 1986 su popularidad se dispara con su protagónico en el clásico film de misterio y ciencia ficción Hombre mirando al sudeste, de Eliseo Subiela. En 1988 protagonizó la comedia Las puertitas del Sr. López (una adaptación de la famosa historieta homónima), actualmente considerada una película de culto. Por su labor como actor en varios rubros ganó el Premio Konex 1991.
Quinteros permaneció muy activo en el teatro durante toda su carrera; en 2009 interpretó al Marqués de Sade en una producción local de Marat/Sade, del dramaturgo sueco Peter Weiss. También por su labor en teatro obtuvo el ACE 99 al Mejor director de teatro en off por Los escrushantes, el Trinidad Guevara a la Mejor dirección por Hormiga negra y el ACE 2005 al Mejor unipersonal por ´´El resucitado´´.
En agosto de 2015, sufrió un ACV, lo que generó un deterioro en su salud. Pero logró recuperarse y retomó su labor como docente en la Escuela Nacional de Arte de Buenos Aires. Falleció el 23 de abril de 2019.

## Actividad docente
Entre 1975 y 1976 fue profesor de Arte Dramático y Análisis de Texto de la Escuela Nacional de Arte (Buenos Aires). Entre 1983 y 1985 fue coordinador del Taller de Actores del Teatro Municipal General San Martín. Entre 1984 y 1986 fue profesor de dirección teatral de la Escuela Municipal de Arte Dramático. Desde 1982 dictó cursos de actuación en París. También dictaba cursos de actuación para actores y de dirección y puesta en escena —en Buenos Aires—.

## Teatro

### Actor
- El campo, de Griselda Gambaro, dir. Augusto Fernandes.
- Cementerio de automóviles, de Fernando Arrabal, dirigida por Lito Gutnik;
- Porca miseria, creación de Teatrocirco;
- El resucitado, de Émile Zola dir. Roberto Villanueva.
- Saverio el cruel, de Roberto Arlt dir. Roberto Villanueva.
- Los invertidos, de José González Castillo dir. Alberto Ure.
- Sacco y Vanzetti, de M. Kartún dir. Jaime Kogan.
- La metamorfosis, de Franz Kafka dir. Máximo Salas y Ricardo Holcer.
- El Amante, de Harold Pinter dir. Raúl Serrano.
- La malasangre, de Griselda Gambaro dir. Laura Yusem.

### Director
- El gigante amapolas, de Juan Bautista Alberdi.
- El sillico de alivio, de B. Carey;
- Otros paraísos, de Jacobo Langsner.
- Equívoca fuga de señorita apretando un pañuelo de encaje sobre su pecho, de Daniel Veronese.
- Los impunes, de Ariel Barchilón.
- Los escrushantes, de Alberto Vaccarezza (en versión propia).
- Dar la vuelta, de Griselda Gambaro.
- Hormiga Negra, en coautoría con Bernardo Carey, sobre textos propios y de Osvaldo Lamborghini;
- El cuidador, de Harold Pinter.
- Viejos tiempos, de Harold Pinter.
- Rinocerontes, de Eugène Ionesco en Teatro Nacional y Compañía Nacional de Teatro de Costa Rica.
- Masked, de Ilan Hatsor.
- Las tres caras de Venus, de Leopoldo Marechal.
- En esta tierra lo que mata es la humedad [de Roberto Santoro]

## Filmografía
- 2009: El maravilloso mundo de Carlitos.
- 2008: Los chicos desaparecen, como René Rigaud.
- 2003: Gerente en dos ciudades, como arquitecto.
- 2002: Valentín, como hombre del bar.
- 2002: Síndrome de estocada (cortometraje).
- 2002: Potestad, como Tito.
- 2002: Pueblo chico, como el alcalde.
- 2002: La Chiva, como el sacerdote del pueblo (telefilm).
- 2000: Las aventuras de Dios.
- 1999: Los libros y la noche como Él mismo.
- 1998: La sonámbula, recuerdos del futuro, como el Dr. Gazzar/Gauna.
- 1997: Noche de ronda.
- 1996: Buenos Aires Vice Versa, como presentador de televisión.
- 1996: Eva Perón, como Lonardi.
- 1996: La revelación.
- 1995: El censor, como Alfonso.
- 1995: Historia de desiertos (cortometraje)
- 1994: El acto en cuestión, como Rogelio.
- 1993: Un muro de silencio.
- 1990: Después de la tormenta, como Ramón.
- 1990: Traición (cortometraje)
- 1989: DNI (La otra historia).
- 1989: Últimas imágenes del naufragio, como Roberto.
- 1988: Los amores de Kafka.
- 1988: Las puertitas del Sr. López, como Sr. López.
- 1988: Sinfín.
- 1987: Memorias y olvidos.
- 1987: Revancha de un amigo.
- 1986: Hombre mirando al sudeste, como Dr. Julio Denis.
- 1986: La Noche de los Lápices, como Raúl.
- 1985: Contar hasta diez como un director teatral.
- 1985: Los días de junio.
- 1984: Los chicos de la guerra, como Coordinador grupo de padres
- 1974: La civilización está haciendo masa y no deja oír.
- 1971: Alianza para el progreso.

## Televisión
- 2017: Mis noches sin ti
- 2015: Fronteras como Gaspar Miller
- 2014: Santos y pecados
- 2013: Historia clínica (programa histórico ficcionado).
- 2012: Ruta misteriosa (miniserie), como Alberto.
- 2011: Proyecto aluvión (miniserie), como Amílcar.
- 2011: Maltratadas
- 2009: Variaciones (serie), como Norman.
- 2007: El hombre que volvió de la muerte (serie), como Román.
- 2004: Cuentos clásicos de terror (serie).
- 2003: Historias del crimen
- 2002: Los simuladores, episodio «El colaborador foráneo».
- 2001: Culpables, como Alfredo Linares.
- 2000: Por ese palpitar
- 1999: Drácula (miniserie).
- 1999: Mamitas (serie), como César Montero.
- 1997: Laberinto sin ley (serie).
- 1996: Como pan caliente (serie), como Gabriel.
- 1995: Poliladron (serie), como Hoffman.
- 1993: Zona de riesgo
- 1991: Alta comedia

## Premios
- Cóndor de Plata al mejor actor por Hombre mirando al sudeste y Las puertitas del Sr. López: Asociación de Cronistas Cinematográficos de la Argentina.
- Prensario 1988, por Las puertitas del Sr. López
- Estrella de Mar al Mejor Actor Protagónico por El Resucitado, Temporada 1989/90 en Mar del Plata.
- Silver Hugo Award al Mejor Actor, por Después de la tormenta, XXVI Festival Internacional de Cine de Chicago, 1991.
- Premio Konex 1991: cine y teatro / actor de comedia.
- ACE 1997, nominado como mejor director off por Equívoca fuga de señorita apretando un pañuelo de encaje sobre su pecho.
- ACE 1999, premio al mejor director off por Los escrushantes.
- nominado al premio Trinidad Guevara a mejor dramaturgia por Hormiga Negra.
- premio Trinidad Guevara a la mejor dirección por Hormiga Negra.
- ACE 2005, mejor unipersonal por El resucitado.